# Квек, Сэм
Сэм Квек (англ. Sam Quek, родилась 18 октября 1988 года в Ливерпуле) — британская хоккеистка на траве, играющая на позиции защитницы. В составе сборной Великобритании — чемпион летних Олимпийских игр 2016 года. На международных турнирах представляет Англию, в её составе — чемпионка Европы 2015 года.

## Спортивная карьера
С 2008 года она играет за сборные Англии и Великобритании, выступая за британскую сборную под номером 13. В заявку на Игры в Лондоне не была включена, но продолжила выступления за английскую сборную. Выступала на чемпионате Европы 2013 года (серебряные медали) и Играх Содружества 2014 года за Англию (также серебряные медали). На Трофее чемпионов по хоккею с шайбой была назначена капитаном в отсутствии Кейт Ричардсон-Уолш, в первом же матче получила перелом двух рёбер, но доиграла турнир до конца (о диагнозе врачи ей сообщили только потом). На чемпионате Европы 2015 года сборная Англии одержала победу, а в финале против Нидерландов Сэм стала лучшим игроком матча.
В 2016 году Сэм была заявлена на Олимпийские игры в Рио-де-Жанейро и провела 50-ю игру за британскую сборную, доведя число матчей за сборные Англии и Великобритании до 125. В составе британской сборной Сэм одержала победу на турнире в финале над Нидерландами в серии буллитов.

## Личная жизнь
Сэм окончила школу Биркенхед и грамматическую школу Калдей-Грейндж, поступила в Городской университет Лидса, который окончила по специальности «физкультура и спорт» со степенью бакалавра. У неё есть парень, с которым она появилась на телешоу «For What It's Worth». В июне 2016 года снималась для журнала Forever Sports.
Сэм поддерживает футбольный клуб «Ливерпуль», Иан Раш является другом её семьи. Любимая исполнительница — Beyonce, но перед матчами она старается не слушать её музыку.